# Carolina Marzán
Marta Carolina Marzán Pinto (Viña del Mar, 22 de diciembre de 1963) es una actriz y política chilena. Desde el 11 de marzo de 2018 se desempeña como diputada de la República en representación del distrito n.º 6.

## Carrera actoral
Carolina Marzán se licenció en Artes mención actuación en la Universidad de Chile. En 1989 participó por primera vez de una teleserie de televisión, llamada La intrusa transmitida por Canal 13. Luego, en ese mismo año formó parte de la serie Los Venegas, en donde interpretaba a Paola Venegas. La serie fue transmitida por TVN y fue parte de esta serie de 1989 hasta 2008. Conocida por participar en la serie chilena Los Venegas transmitida por TVN. Es madre de la actriz Carolina Arredondo.  
Además, ha sido parte de diversas funciones de teatro, dado que su carrera como actriz está más desarrollada en teatro que en televisión, aunque es muy conocida en Chile.

## Carrera política
Es militante del Partido Por la Democracia. Su trayectoria política se inicia con la invitación de su partido, particularmente del senador Ricardo Lagos Weber, en el 2017, Marzán postula por el PPD a la candidatura a diputada, donde el 19 de noviembre resultó elegida por el Distrito 6. Anteriormente, su nombre fue considerado para ser candidata a alcaldesa. Resultando electa en las elecciones parlamentarias del 19 de noviembre, con 14.420 votos, equivalentes al 4,53% de los sufragios.
Integra la Comisión Permanente de Cultura, Artes y Comunicaciones. Forma parte del Comité Parlamentario Partido Por la Democracia.

### Controversias
Marzán está dentro de las congresistas que desde julio de 2020 impulsan un proyecto para "bajar edad de consentimiento para relaciones homosexuales e igualarla a la heterosexual" modificando el Artículo 365 del Código Penal de Chile, y ya que esto rebajaría la edad a 14 años le valieron críticas de estar "despenalizando la pedofilia" por lo que ella anunció la presentación de un recurso de protección y querella contra aquellos quienes sostengan tal crítica.

## Vida privada
Es hija de Galvarino Marzán Hinojosa y de Ana Pinto Velásquez. Cursó su educación básica en Viña del Mar y en 1981 egresó de enseñanza media del Colegio Inglés Religiosas Pasionistas de Quilpué.

### Matrimonios e hijos
En 1986 tiene su primera hija con el actor Claudio Arredondo, llamada Carolina Arredondo Marzán. En 1987 se casa con Arredondo, pero los problemas no tardan en llegar, y en 1988 anulan su matrimonio. En 1995 nace su segundo hijo, llamado Matías.
En 1999 vuelve a quedar embarazada, esta vez de mellizos, llamados Amanda y Ariel, pero lamentablemente fallecieron al nacer y, según ella, «murieron por negligencia médica». Al año siguiente, en 2000, nuevamente queda embarazada y a este bebé lo nombra Miguel Ángel, pero lamentablemente vuelve a perderlo, a los 3 días de haberlo tenido.
En 2009, junto a su hijo Matías y su pareja, Miguel Ángel deciden viajar a Suecia a vivir. Además, es abuela por su hija Carolina, quien tuvo una hija en 2003 a los 17 años y la cual se llama Amanda. 

## Filmografía

### Televisión
| Año       | Serie                                | Rol               | Canal       |
| --------- | ------------------------------------ | ----------------- | ----------- |
| 1989      | La intrusa                           | Mucama            | Canal 13    |
| 1989-2008 | Los Venegas                          | Paola Venegas     | TVN         |
| 1994-2006 | Mea culpa                            | Varios personajes | TVN         |
| 2009-2011 | Infieles                             | Janet / Wilma     | Chilevisión |
| 2012      | El diario secreto de una profesional | Esposa de Marcelo | TVN         |
| 2013      | Prófugos                             | Magaly            | HBO         |
| 2014-2017 | Lo que callamos las mujeres          | Varios personajes | Chilevisión |

### Otras apariciones
- Primer plano (Chilevisión, 2006) - Invitada.
- Más vale tarde (Mega, 2014) - Invitada.

## Historial electoral

### Elecciones parlamentarias de 2017
- Elecciones parlamentarias de 2017 a diputado por el Distrito 6 (Cabildo, Calle Larga, Catemu, Hijuelas, La Calera, La Cruz, La Ligua, Limache, Llay Llay, Los Andes, Nogales, Olmué, Panquehue, Papudo, Petorca, Puchuncaví, Putaendo, Quillota, Quilpué, Quintero, Rinconada, San Esteban, San Felipe, Santa María, Villa Alemana y Zapallar).[8](Se consideran los candidatos con más del 2% de votos)

### Elecciones parlamentarias de 2021
- Elecciones parlamentarias de 2021, candidata a diputada por el Distrito N°6 (Cabildo, Calle Larga, Catemu, Hijuelas, La Calera, La Cruz, La Ligua, Limache, Llay Llay, Los Andes, Nogales, Olmué, Panquehue, Papudo, Petorca, Puchuncaví, Putaendo, Quillota, Quilpué, Quintero, Rinconada, San Esteban, San Felipe, Santa María, Villa Alemana y Zapallar).